# Kanjiža
Kanjiža, (cyr. Кањижа, węg. Magyarkanizsa) – miasto w Serbii, w Wojwodinie, w okręgu północnobanackim, siedziba gminy Kanjiža. Leży w regionie Baczka. W 2011 roku liczyło 9871 mieszkańców.

## Miasta partnerskie
- Budaörs, Węgry
- Ferencváros, Węgry
- Kiskunhalas, Węgry
- Nagykanizsa, Węgry
- Kráľovský Chlmec
- Röszke, Węgry
- Sfântu Gheorghe, Rumunia
- Felsőzsolca, Węgry